# Islamische Malerei

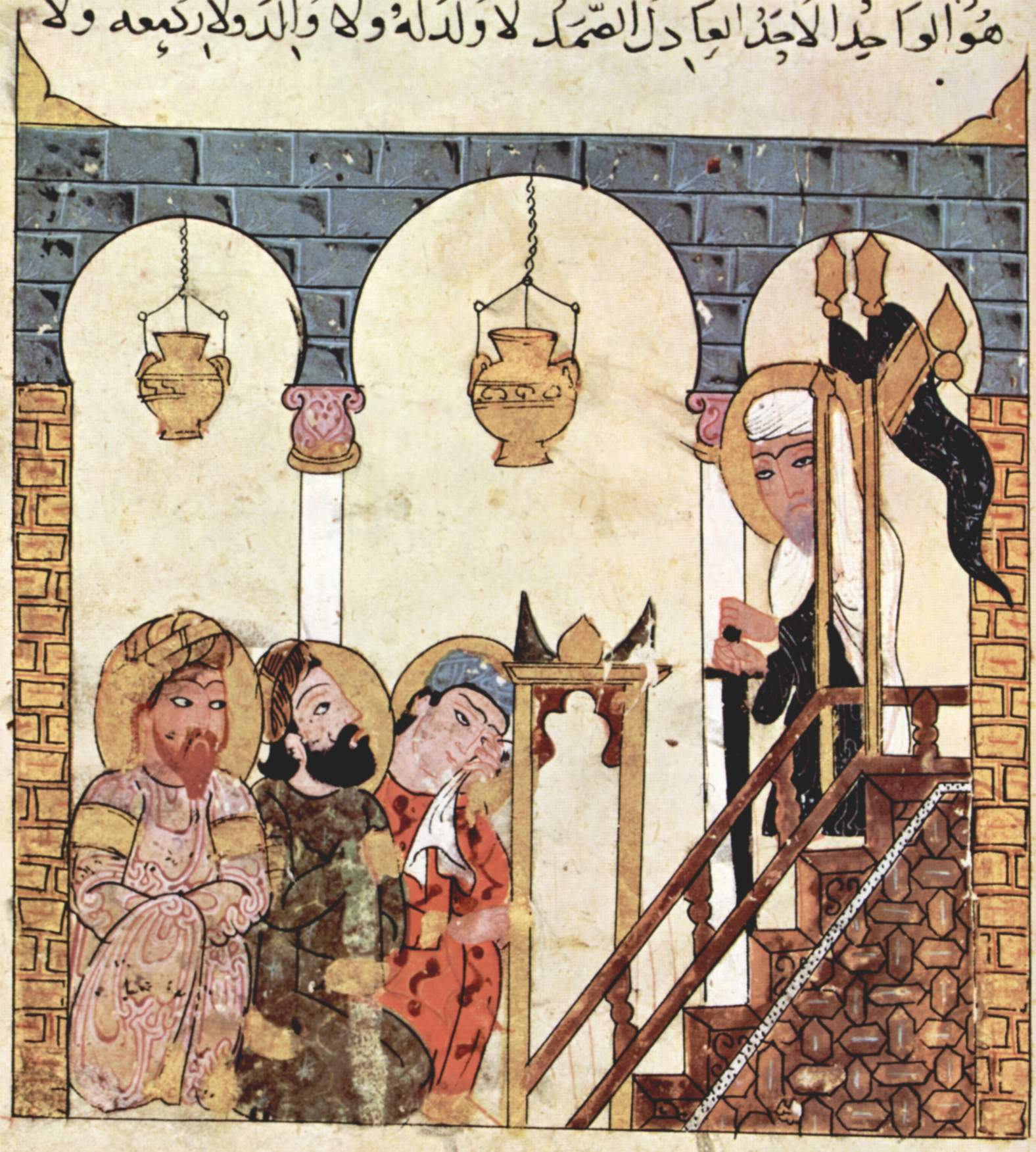
Buchmalerei um 1300

In der Kunstgeschichte bezeichnet der Begriff islamische Malerei im Allgemeinen die Malerei als Teil der islamischen Kunst im Sinne der von islamischer Kultur geprägten Völker und wird vor allem für die Buchmalerei verwendet.
Als Wandmalereien gibt es so genannte Haddsch-Malereien, die die Pilgerfahrt nach Mekka zum Thema haben.